# Caladenia gladiolata
Caladenia gladiolata é uma espécie de orquídea, família Orchidaceae, do sudeste da Austrália, onde crescem em grupos esparsos ou, por vezes, formam grandes colônias, em bosques, áreas reflorestadas, ou de vegetação arbustiva,charnecas, e afloramentos de granito, em áreas de solo bem drenado mas ocasionalmente em áreas sazonalmente alagadiças. Pertence a um grupo de cerca de quarenta espécies, tratadas por David Jones como Alliance Clubbed Spider do gênero Arachnorchis, que distingue-se dos outros grupos de Caladenia por apresentar diferente tipo de pubescência nas folhas e inflorescências, por suas flores grandes, de sépalas e pétalas atenuadas, longas, com verrugas clavadas na extremidade, labelo pendurado firmemente com dentes marginais do labelo curtos, com evidentes espessamentos apicais clavados; e células osmofóricas especializadas. São plantas com uma única folha basal pubescente com marcas proeminentes púrpura perto da base, e uma inflorescência rija, fina e densamente pubescente, com uma ou poucas flores, que vagamente lembram uma aranha, muito estreitas, caudadas, e bem esparramadas, normalmente pendentes. Em conjunto formam grupo bem vistoso  quando sua floração é estimulada por incêndios de verão.

## Publicação e sinônimos
- Caladenia gladiolata R.S.Rogers, Trans. & Proc. Rep. Roy. Soc. South Australia 31: 210 (1907).

Sinônimos homotípicos:
- Arachnorchis gladiolata (R.S.Rogers) D.L.Jones & M.A.Clem., Orchadian 13: 394 (2001).
- Calonema gladiolatum (R.S.Rogers) Szlach., Polish Bot. J. 46: 17 (2001).
- Calonemorchis gladiolata (R.S.Rogers) Szlach., Polish Bot. J. 46: 140 (2001).